# Iboga-Alkaloide

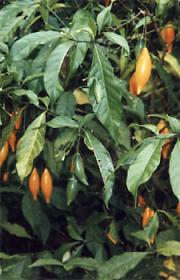
Iboga-Pflanze (Tabernanthe iboga)

Iboga-Alkaloide sind Naturstoffe, die in der zentralafrikanischen Iboga-Pflanze enthalten sind.

## Vorkommen
Der Iboga-Strauch ist in der feuchten Tropenregion im Westen Zentralafrikas heimisch. Er gehört zur Familie der Hundsgiftgewächse. Die Alkaloide sind in den Wurzeln, der Rinde und in den Blättern des Strauches zu finden.

## Vertreter
Zu den Iboga-Alkaloide zählen u. a. Ibogain, Ibogamin, Tabernanthin, Heyneanin, Heyneatin, sowie Coronaridin.

Ibogain
Ibogamin
Tabernanthin
Coronaridin

## Eigenschaften
Ibogain und Tabernanthin induzieren in hoher Dosis Tremorzustände. Ibogamin wirkt antibakteriell und blutdrucksenkend. Heyneanin und Heyneatin wirken cytotoxisch.  Die Iboga-Alkaloide wirken in geringer Dosis stimulierend, antidepressiv und empfindungssteigernd.
Die Droge Iboga fördert Kraft und Ausdauer und wirkt aphrodisierend. Die motorischen Fähigkeiten werden stark reduziert. Buschjäger können unter ihrem Einfluss tagelang fast unbeweglich bei vollem Geisteszustand verharren. Die Iboga-Pflanze gilt als heilig, da sie im Rausch ermöglicht, die „Brücke zu den Ahnen“ zu schlagen. Sie hat auch soziale Bedeutung (Iboga-Kult, Biwiti-Kult).

## Therapie von Rauschmittel-Abhängigkeit
Ibogain und verwandte Alkaloide mindern bei Rauschmittelabhängigen das Verlangen nach der nächsten Dosis (Entzugssymptome). In mehreren klinischen Studien wurde die Verwendung zur Therapie von Opioid-, Kokain- und anderen Substanzabhängigen geprüft. Zwar konnten die positiven Eigenschaften (Minderung der Entzugssymptomatik, Besserung einer Depression, Besserung von posttraumatischen Symptomen) bestätigt werden, es traten aber durch neuro- und kardiotoxische Nebenwirkungen auch ernste medizinische Komplikationen, zum Teil mit Todesfolge, auf.